# 삼성 (유식)
3성(三性)은 유식유가행파와 법상종에서 일체 존재, 즉 우주 전체 및 우주의 모든 개별 존재의 세 가지 상태 또는 모습이라고 주장하는 변계소집성(遍計所執性) · 의타기성(依他起性) · 원성실성(圓成實性)을 말한다. 이 3가지 성질의 교의는 유식유가행파와 법상종의 매우 중요한 근본 교의 중의 하나이다.
3성(三性)은 수행자가 수행을 통해 알아야 할 법 또는 알아야 할 바 즉 알아야 할 모든 앎(all knowledge)이라는 뜻에서 소지법(所知法) 또는 줄여서 소지(所知)라고 한다. 유식유가행파의 주요 논서들인 《섭대승론석》 제1권과 《성유식론》 제3권에 따르면, 소지(所知) 즉 알아야 할 바 즉 3성(三性)이란 염정(染淨), 즉 염(染)과 정(淨), 즉 잡염법과 청정법을 말한다.
즉, 3성은 수행자가 수행을 통해 그 성질을 앎으로써 벗어나야 할 성질은 벗어나고 성취해야 할 성질은 성취해야 하는 그러한 3가지 성질이며, 또한 이 3가지 성질이 수행자가 깨우치는 모든 것이라는 것을 의미한다. 그리고 이들 3성(三性) 즉 알아야 할 법 즉 모든 잡염법과 청정법은 모두 그 의지처 즉 발동근거가 제8아뢰야식이기 때문에 제8아뢰야식을, '알아야 할 바의 의지처'라는 뜻에서 소지의(所知依)라고도 부른다.
이들 3성 각각의 문자 그대로의 의미 등은 다음과 같다.
1. 변계소집성(遍計所執性, 산스크리트어: parikalpita-svabhāva): 문자 그대로의 의미는 "두루 계탁(計度)하여 집착하는 성질"이며, 영어로는 "fully conceptualized (완전히 개념화되다)"라고 직역되며 "imaginary nature (상상성 · 가상성)"라고 번역된다. 존재의 허망한 상태를 말한다.[11][12]
2. 의타기성(依他起性, 산스크리트어: paratantra-svabhāva): 문자 그대로의 의미는 "다른 것에 의지하여 일어나는 성질"이며, 영어로는 "other dependent (다른 것에 의존하는)"라고 직역되며 "dependent nature (의존성)"라고 번역된다. 즉, 연기(緣起)의 성질을 말한다.
3. 원성실성(圓成實性, 산스크리트어: pariniṣpanna-svabhāva): 문자 그대로의 의미는 "원만히 성취한 실재하는 성질"이며, 영어로는 "fully accomplished (완전히 성취하다)"라고 직역되며 "absolute nature (절대성)"라고 번역된다. 존재의 진실한 상태를 말한다.[11][12]

흔히, "밤에 뱀인줄 알고 놀랐는데 자세히 살펴보니 노끈임을 알게 되었다"는 예를 들어 이 3가지 성질을 설명한다. 즉, 뱀인줄 알고 놀라는 것은 변계소집성의 상태이고, 노끈을 뱀으로 오인하게 된 것은 그 모습에 유사성이 있기 때문인데 이러한 중간 상태의 모습 또는 인연화합의 모습과 실제로 뱀인지 확인하기 위해 자세히 살펴보는 것은 의타기성이고, 뱀이 아니라 노끈임을 알게 된 것은 원성실성이다.
불교에서 기세계(器世界) 또는 기세간(器世間)은 공업(共業)에 의해 이루어진 3계를 뜻하고 세계(世界) 또는 세간(世間)은 각자가 가진 "경험 세계"를 뜻한다. 즉, 비록 각 개인의 삶과 경험이 기세간 속에서 이루어지고 있지만, 각 개인의 세계는 기세간이 아니라 자신의 '경험된 세계'인 것으로 본다. 이러한 개념을 바탕으로 할 때, 변계소집성은 유위 유루의 상태에 있는 미혹한 범부가 가진 세계 또는 세계관이고, 의타기성은 유위 무루의 상태에 있는 수행자들이 가진 세계 또는 세계관이고, 원성실성은 무위 무루의 상태에 있는 부처가 가진 세계 또는 세계관이다. 원성실성의 세계 또는 세계관은 완전한 깨달음을 증득(證得)했을 때만 비로소 가질 수 있다. 그리고 이 상태일 때 기세간(우주)에 대해서도 비로소 정확히 그리고 완전히 알 수 있게 된다.

## 같이 보기
- 유가행파
- 유식설
- 여래장 사상
- 여래장 연기
- 8식과 아뢰야식
  - 뢰야3상: 자상 · 과상 · 인상
  - 3성: 변계소집성 · 의타기성 · 원성실성
  - 말나식의 4번뇌: 아치 · 아견 · 아만 · 아애
  - 제6의식의 변계
  - 번뇌장과 소지장
  - 아집과 법집
  - 아공와 법공, 인무아와 법무아
- 3계 9지
- 부파불교의 수행계위
  - 3도: 견도 · 수도 · 무학도
  - 5위: 자량위 · 가행위 · 견도위 · 수도위 · 무학위
  - 9지
- 대승불교의 수행계위
  - 인위와 과위
  - 뢰야3위: 아애집장현행위 · 선악업과위 · 상속집지위
  - 5위: 자량위 · 가행위 · 통달위 · 수습위 · 구경위
  - 10지

## 참고 문헌
- 곽철환 (2003). 《시공 불교사전》. 시공사 / 네이버 지식백과. |title=에 외부 링크가 있음 (도움말)
- 권오민 (2003). 《아비달마불교》. 민족사.
- 운허.  동국역경원 편집, 편집. 《불교 사전》. |title=에 외부 링크가 있음 (도움말)
- 세친 지음, 현장 한역, 김묘주 번역 (K.594, T.1597). 《섭대승론석》. 한글대장경 검색시스템 - 전자불전연구소 / 동국역경원. K.594(17-76), T.1597(31-321). |title=에 외부 링크가 있음 (도움말)
- 호법 등 지음, 현장 한역, 김묘주 번역 (K.614, T.1585). 《성유식론》. 한글대장경 검색시스템 - 전자불전연구소 / 동국역경원. K.614(17-510), T.1585(31-1). |title=에 외부 링크가 있음 (도움말)
- (영어) DDB. 《Digital Dictionary of Buddhism (電子佛教辭典)》. Edited by A. Charles Muller. |title=에 외부 링크가 있음 (도움말)
- (중국어) 佛門網. 《佛學辭典(불학사전)》. |title=에 외부 링크가 있음 (도움말)
- (중국어) 星雲. 《佛光大辭典(불광대사전)》 3판. |title=에 외부 링크가 있음 (도움말)
- (중국어) 세친 조, 현장 한역 (T.1597). 《섭대승론석(攝大乘論釋)》. 대정신수대장경. T31, No. 1597, CBETA. |title=에 외부 링크가 있음 (도움말)
- (중국어) 호법 등 지음, 현장 한역 (T.1585). 《성유식론(成唯識論)》. 대정신수대장경. T31, No. 1585, CBETA. |title=에 외부 링크가 있음 (도움말)